# 寒河江市役所
寒河江市役所（さがえしやくしょ）は、地方公共団体である寒河江市の執行機関としての事務を行う施設（役所）である。1967年に完成した庁舎は黒川紀章による初期の作品で、竣工50周年の2017年に登録有形文化財に登録されている。

## 建築

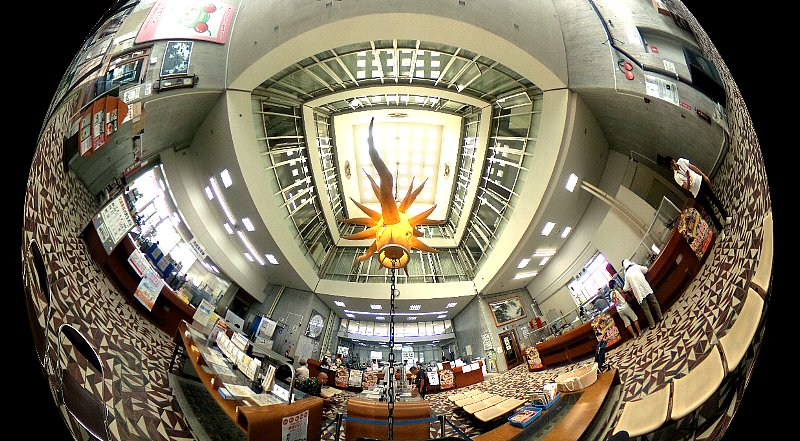
2階のホールから3・4階の吹き抜けを見上げる。中央には、岡本太郎のシャンデリア。

1階は市議会の議場、2階に窓口ロビーがあり、南側のスロープから2階東側のエントランスに通じている。階段やエレベーター、トイレなどを内包する4本のコアがあり、事務部門のある3・4階はコアから高張力PC棒鋼で吊り下げられ、7.7mほどオーバーハングしている。竣工時は先端が10cmほど上がっており、5年間で水平に落ち着くよう計算された。3・4階の中央部は2階ロビーに向けて吹き抜けになっており、その中心には岡本太郎のシャンデリア『誕生』が設えられている。吹き抜けの上部には寒河江市の市章と、かつてこの地を治めた大江氏の紋章が刻まれ、2階床面の一部には1階の議場に光を通すためガラスブロックが埋め込まれている。この空間は吹き抜け空間（胎内）に自然（光や空気）が宿っていることを表現しており、黒川はこれを「胎内化」と呼んだ。2階の市民ロビーを挟んで1階に議会、3階以上に執務室を置いた構成は、重層する機能の中間に創り出される都市の縁台をイメージし、「市民の足元を立法が支え、行政が市民の頭上を守る」との黒川の考えに基づく。議場や、手続きを待つ市民のために用意された椅子はいずれも山形県内の家具メーカー天童木工の製品で、竣工当初に導入したものがそのまま使用されている。
2012年から耐震改修工事が行われた。3階より上は4本のコアのみで支えられており、その1か所でも脆性破壊を起こすと建物の強度に深刻な影響をもたらす。しかし4本のコアに補強を施すことは市役所の業務に支障をもたらすため、1階床下に地下ピットを設け、免震層を設置した。
黒川は1964年に日東食品寒河江工場の設計を受託しており、落成式に出席した市長が感銘を受けたことがこの庁舎の受託に結び付いた。
メタボリズム建築の考え方を色濃く受けており、2003年には、当時の山形県内で唯一DOCOMOMO Japanより日本におけるモダン・ムーブメントの建築100選の一つに選定され、2017年には国の登録有形文化財に登録された。

## 部署
- 4階 - 市長室・副市長室、教育長室、総務課、防災危機管理課、障がい者作業室、選挙管理委員会、財政課、企画創成課、商工推進課、監査委員事務局、学校教育課、指導推進室、会議室
- 3階 - 税務課、農林課、農業委員会、慈恩寺振興課、さくらんぼ観光課、建設管理課、土地開発公社
- 2階 - 市民生活課、会計課、会議室
- 1階 - 寒河江市議会（議会事務局、議場、議長室、議員控室）、会議室